# Cynortula unapunctata
Cynortula unapunctata is een hooiwagen uit de familie Cosmetidae.